# Cantonul Wormhout
Cantonul Wormhout este un canton din arondismentul Dunkerque, departamentul Nord, regiunea Nord-Pas-de-Calais, Franța.

## Comune
- Bollezele (Bollezeele)
- Broksele (Broxeele)
- Ekelsbeke (Esquelbecq)
- Herzele (Herzeele)
- Lederzele (Lederzeele)
- Ledringem (Ledringhem)
- Merkegem (Merckeghem)
- Nieuwerleet (Nieurlet)
- Volkerinkhove (Volckerinckhove)
- Wormhout (reședință)
- Zegerskappel (Zegerscappel)